# ونمیسا، ویگلا پاریش
ونمیسا، ویگلا پاریش (به لاتین: Vanamõisa, Vigala Parish) یک روستا در استونی است که در دهستان ویگولا واقع شده‌است.